# Mick Jagger
Michael Philip Jagger (Dartford, Inglaterra, 26 de julio de 1943), conocido como Mick Jagger, es un cantante, compositor, músico y actor británico, reconocido por ser el principal cantante de la banda de rock The Rolling Stones y uno de los dos miembros originales que sigue en la banda. Su carrera abarca más de seis décadas y ha sido descrito como «uno de los cantantes más populares e influyentes en la historia de la música contemporánea». Por su distintiva voz y su puesta en escena, junto con el estilo de guitarra de Keith Richards, han sido la marca registrada de la banda durante toda su carrera. Con el tiempo, Jagger logró notoriedad en la prensa por su admitida relación con las drogas y sus polémicas relaciones personales, siendo nombrado a menudo como una figura contracultural.
Creció en su ciudad natal y estudió en la London School of Economics, que abandonó para unirse a los Rolling Stones. Ha escrito la mayoría de las canciones de la banda con Keith Richards, colaboración que perdura hasta la actualidad. Desde finales de la década de 1960, actuó en algunas películas (empezando con Performance y Ned Kelly en la década de 1970), recibiendo críticas mixtas por su interpretación. Inició una carrera en solitario en 1985, cuando publicó su primer álbum, She's The Boss, y se unió al supergrupo SuperHeavy en 2009. Las relaciones con los miembros de los Rolling Stones, en particular con Richards, se deterioraron durante la década de 1980, pero Jagger ha tenido más éxito con la banda que con sus proyectos individuales y secundarios.
En 1989 fue incluido en el Salón de la Fama del Rock and Roll y en 2004, en el Salón de la Fama del Reino Unido con The Rolling Stones. Como miembro de los Stones y como músico solista, alcanzó el número uno en las listas de sencillos del Reino Unido y de los Estados Unidos con trece sencillos, el Top 10 con treinta y dos sencillos y el Top 40 con setenta sencillos. Ha recibido tres Premios Grammy y otras trece nominaciones, un Globo de Oro y un MTV Video Music Award, entre otras distinciones. En 2003 fue nombrado Caballero de la Orden del Imperio Británico por su aporte a la música popular.
Estuvo casado dos veces y ha sostenido varias relaciones sentimentales. Tiene ocho hijos con cinco mujeres diferentes. Además, tiene cinco nietos y se convirtió en bisabuelo el 19 de mayo de 2014, cuando su nieta Assisi dio a luz a una niña. El valor neto de su patrimonio ha sido estimado en 360 millones de dólares.
En 2023, apareció en el puesto número 52 de la lista «Los 200 mejores cantantes de todos los tiempos» de la revista Rolling Stone.

## Primeros años
Nacido el 26 de julio de 1943 en Dartford (condado de Kent, Inglaterra), es hijo del profesor de Educación Física Basil Joseph Jagger, de origen eslavo —conocido, además, por ser una de las personas que ayudó a popularizar el baloncesto en la isla— y de la ama de casa australiana Eva Scutt.
Aunque fue criado para seguir la carrera de su padre, Jagger siempre se interesó por la música. Se refirió a este hecho en el libro According to The Rolling Stones de la siguiente manera: «Siempre canté de niño. Yo era uno de esos niños a los que les gustaba cantar. Algunos niños cantan en coros, otros prefieren presumir delante del espejo. Yo estaba en el coro de la iglesia y también me encantaba escuchar a los cantantes en la radio, en la televisión y en las películas».
En septiembre de 1950, Keith Richards y Jagger fueron compañeros de clase en la Escuela Primaria de Wentworth en Dartford. En 1954, Jagger pasó a la Dartford Grammar School, que ahora cuenta con una instalación llamada Centro Mick Jagger, bautizada de esta forma por su exalumno más famoso. Jagger y Richards perdieron contacto cuando fueron a diferentes escuelas, pero después de un encuentro casual en el andén dos de la estación de Dartford en julio de 1960, reanudaron su amistad y descubrieron su amor compartido por el rhythm and blues, que para Jagger había comenzado con Little Richard.
Jagger dejó la escuela en 1961. Con Richards se mudó a un piso en Edith Grove, Chelsea, Londres, con el guitarrista Brian Jones. Mientras Richards y Jones planeaban comenzar su propio grupo de rhythm and blues, Blues Incorporated, Jagger continuó estudiando negocios con una beca del gobierno como estudiante de pregrado en la London School of Economics y en esa época consideraba seriamente convertirse en periodista o político.
Brian Jones, usando el nombre de Elmo Jones, comenzó a trabajar en el club Ealing, donde más tarde se presentó la banda Blues Incorporated. Jagger finalmente se convirtió en un cantante destacado en sus participaciones con el grupo, hecho que terminó sentando las bases para la creación de los Rolling Stones.

## Carrera musical

### Década de 1960

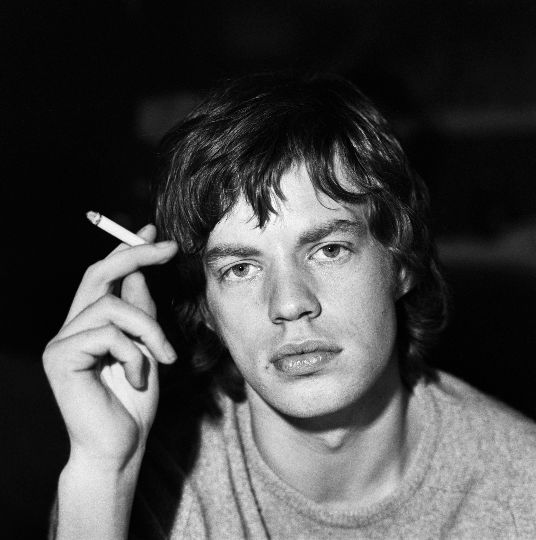
Mick Jagger en 1965

En sus primeros días, los Rolling Stones tocaron gratis en el intervalo de los conciertos de Alexis Korner en un pequeño club frente a la estación de metro Ealing Broadway. En ese momento el grupo tenía muy poco presupuesto y pidió prestado el equipo de Korner para poder tocar. La primera aparición del grupo, bajo el nombre Rollin 'Stones (inspirado en una de sus canciones favoritas de Muddy Waters) fue en el Club Marquee de Londres, un sitio de jazz, el 12 de julio de 1962. El biógrafo Victor Bockris afirma que los miembros de la banda esa noche fueron Jagger, Keith Richards, Brian Jones, Ian Stewart en el piano, Dick Taylor en el bajo y Tony Chapman en la batería. Sin embargo, Richards afirma en su libro de memorias Life que el baterista esa noche fue Mick Avory.
Para el otoño de 1963, Jagger había dejado la London School of Economics para continuar con su prometedora carrera como cantante. El grupo continuó tocando canciones de artistas estadounidenses de rhythm and blues como Chuck Berry y Bo Diddley, pero con el constante aliento del mánager Andrew Loog Oldham, Jagger y Richards pronto comenzaron a escribir sus propias canciones. Esta colaboración en la composición tomó algo de tiempo para desarrollarse; una de sus primeras composiciones, «As Tears Go By», fue escrita para la solista Marianne Faithfull, una joven cantante que Loog Oldham estaba promoviendo en ese momento. Para los Rolling Stones, el dúo escribió «The Last Time», el tercer sencillo número 1 del grupo en el Reino Unido (sus dos primeros éxitos número 1 en el Reino Unido fueron remakes de canciones que habían sido grabadas previamente por otros artistas, «It's All Over Now» de Bobby Womack y «Little Red Rooster» de Willie Dixon). Jagger y Richards también escribieron su primer éxito internacional, «(I Can't Get No) Satisfaction». El dúo también se encargó de establecer la desafiante imagen de los Rolling Stones en contraste con la imagen más limpia de los Beatles.
Jagger le contó al periodista Stephen Schiff en una entrevista para Vanity Fair de 1992: «No trataba ser rebelde en esos días, solo estaba siendo yo mismo, el chico de los suburbios que canta en esta banda, pero alguien mayor pudo haber pensado que yo era la peor de las influencias».

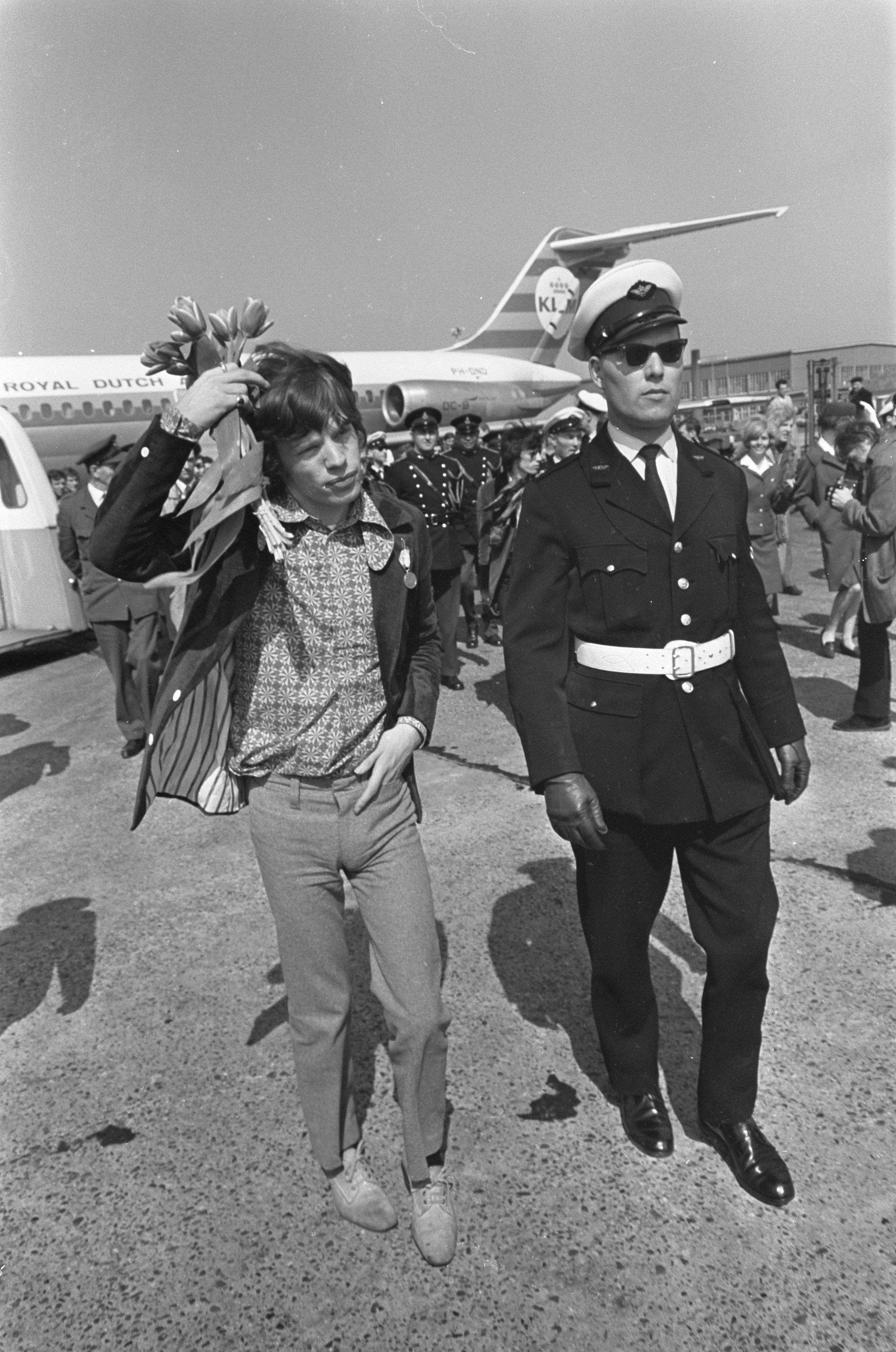
Jagger en el aeropuerto de Ámsterdam-Schiphol en 1967

El grupo lanzó varios álbumes exitosos, entre ellos Out of Our Heads, Aftermath y Between the Buttons, pero la vida personal de los músicos era fuertemente cuestionada por la prensa. En 1967 Jagger y Richards fueron arrestados por cargos de narcotráfico y recibieron sentencias inusualmente severas: Jagger fue sentenciado a tres meses de prisión por posesión de cuatro pastillas sin receta que había comprado en Italia. El editor tradicionalmente conservador de The Times, William Rees-Mogg, escribió un artículo crítico sobre las sentencias; y en apelación, la sentencia de Richards fue revocada y la de Jagger fue modificada a una noche en una prisión en Londres. Los Rolling Stones continuaron enfrentando batallas legales durante la próxima década.
En el lanzamiento del álbum Beggars Banquet de los Stones, las colaboraciones de Brian Jones fueron muy esporádicas. Jagger afirmó que Jones «no estaba psicológicamente adaptado a esa forma de vida». Su consumo de drogas se había convertido en un obstáculo y no pudo obtener una visa para viajar a los Estados Unidos. Richards contó que, en una reunión en junio con Jagger, Richards y Watts en la casa de Jones, el guitarrista admitió que no podía «volver a la carretera» y abandonó la agrupación. El 3 de julio de 1969, menos de un mes después, Jones se ahogó en circunstancias misteriosas en la piscina de su casa en Hartfield, Sussex Oriental.
El 5 de julio de 1969, dos días después de la muerte de Jones, los Rolling Stones tocaron en un espectáculo previamente programado en Hyde Park, dedicándolo como un tributo al fallecido guitarrista. Frente a unos 250 000 espectadores, los Stones realizaron su primer concierto con su nuevo guitarrista, Mick Taylor. Al comienzo del espectáculo, Jagger leyó un extracto del poema Adonaïs de Percy Bysshe Shelley, una elegía escrita sobre la muerte de su amigo John Keats fueron lanzadas miles de mariposas en la memoria de Jones antes de comenzar el show con una canción de Johnny Winter, «I'm Yours and I'm Hers».

### Década de 1970

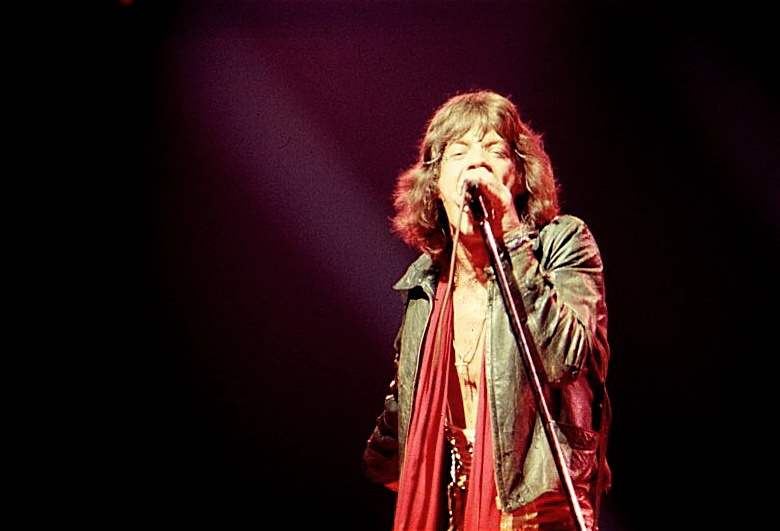
Jagger en el escenario en julio de 1972

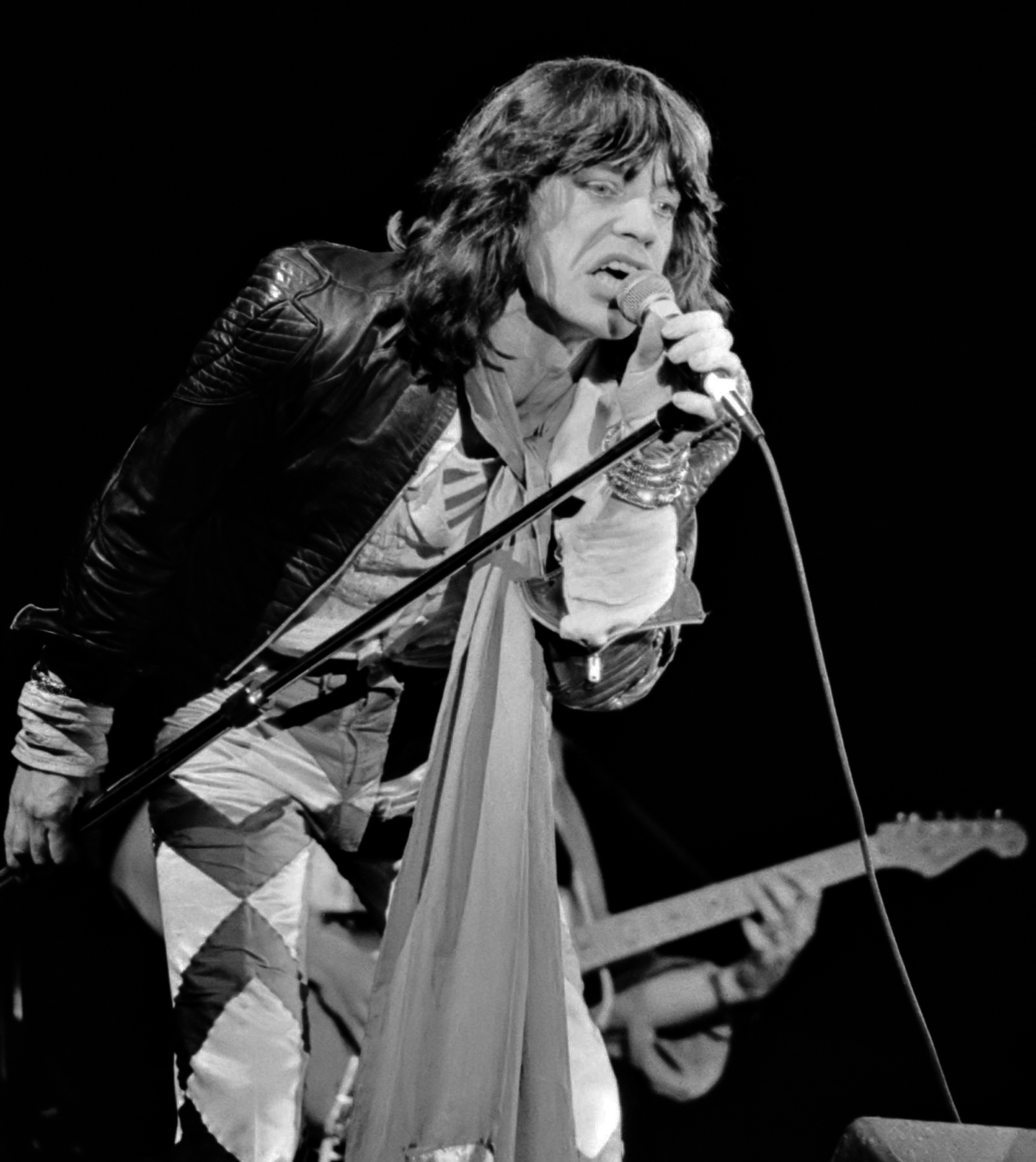
Jagger en Zuiderpark te Den Haag, Países Bajos, 1976

En 1970, Jagger compró Stargroves, una finca en Hampshire. Los Stones y algunas otras bandas grabaron allí sus discos utilizando el estudio móvil de The Rolling Stones.
Tras el fallecimiento de Jones y su traslado en 1971 al sur de Francia exiliados por la presión tributaria que sufrían en Gran Bretaña, Jagger, junto con el resto de la banda, cambió su aspecto y estilo a medida que avanzaban los años 1970. También aprendió a tocar la guitarra y aportó partes de guitarra para algunas canciones en el disco Sticky Fingers (1971) y todos los álbumes posteriores, excepto Dirty Work de 1986. Para el American Tour 1972 de la banda, Jagger vistió prendas estilo glam rock y maquillaje brillante en el escenario. Más tarde en la misma década se aventuraron en géneros como el disco y el punk con el álbum Some Girls (1978). Sin embargo, su interés en el blues se había manifestado en el álbum de 1972 Exile on Main St. El crítico musical Russell Hall ha descrito el canto emocional de Jagger en «Let It Loose», una de las canciones del álbum, como el mejor logro vocal de toda su carrera.
Después de la separación de la banda con su segundo mánager, Allen Klein, en 1971, Jagger tomó el control de los asuntos comerciales y los ha manejado desde entonces en colaboración con su amigo y colega, Rupert Loewenstein. Mick Taylor, el reemplazo de Jones, dejó la banda en diciembre de 1974 y fue reemplazado por el guitarrista de la banda Faces, Ronnie Wood en 1975, quien también fungió como mediador dentro del grupo, y entre Jagger y Richards en particular.
En 1972, Mick Jagger, Charlie Watts, Bill Wyman, Nicky Hopkins y Ry Cooder lanzaron el álbum Jamming with Edward!, grabado dentro de las sesiones de Let It Bleed en el Olympic Studio de Londres. El álbum consistía de versiones improvisadas, mientras que los miembros (supuestamente) esperaban que Keith Richards regresara al estudio después de irse debido a un problema con Cooder.

### Década de 1980

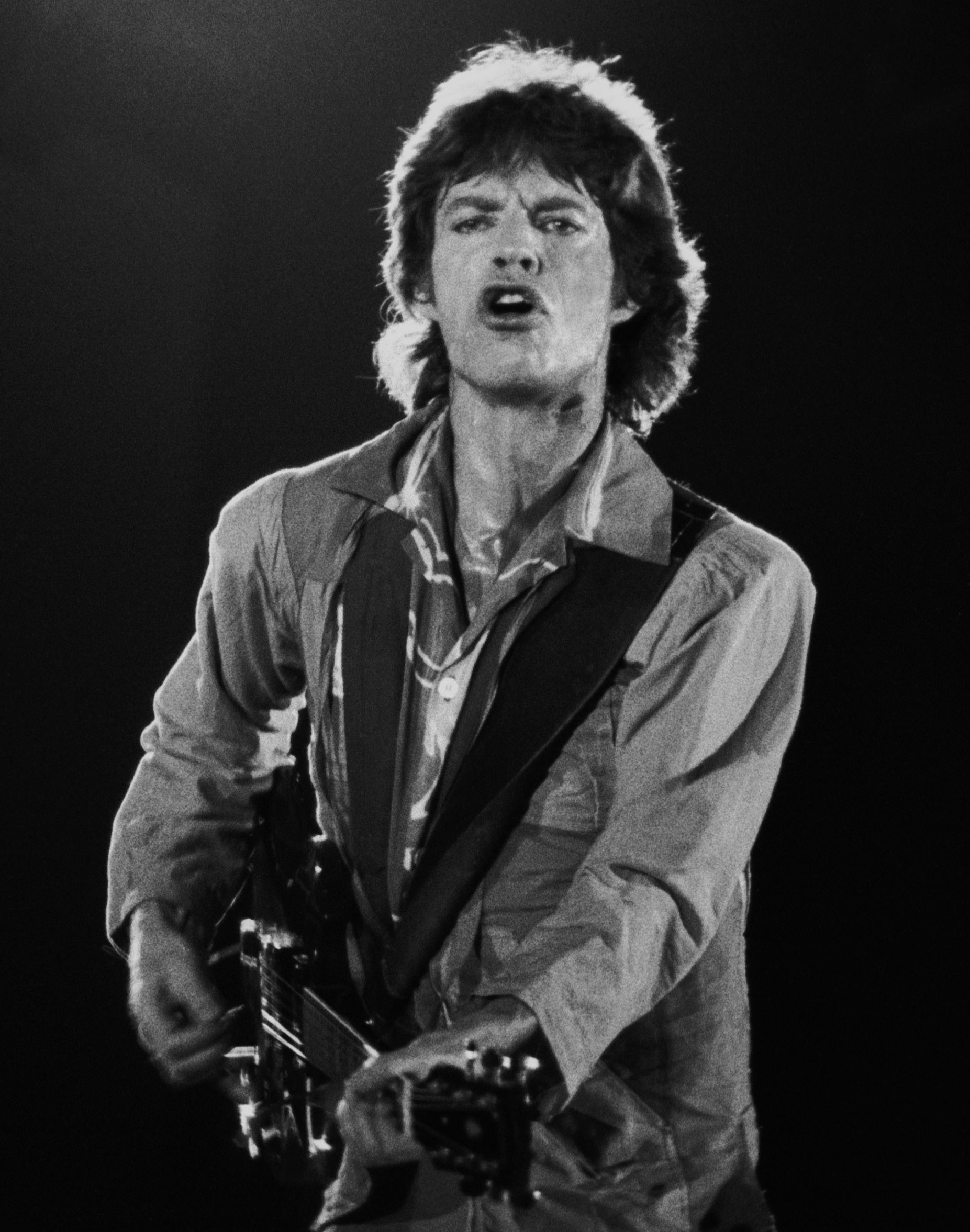
Jagger en vivo en 1982.

En 1984 participó, como artista invitado, en el sencillo «State of Shock» de The Jacksons (banda de Michael Jackson y sus hermanos, posterior a The Jackson Five), y un año más tarde actuó, junto a Tina Turner, en el concierto Live Aid y participó en el videoclip de la canción «Dancing in the Street» de David Bowie, llegando a ser número 1 en el Reino Unido.
Mientras continuaba de gira y grabando álbumes con los Stones, Jagger comenzó su carrera en solitario. Según la revista Rolling Stone en su edición del 14 de febrero de 1985, lo hizo para «establecer una identidad artística aparte de los Rolling Stones», en lo que la revista llamó su «intento más audaz». Jagger comenzó a escribir y grabar material para su primer álbum como solista, She's the Boss. Lanzado el 19 de febrero de 1985, el álbum, producido por Nile Rodgers y Bill Laswell, contó con la colaboración de los músicos Herbie Hancock, Jeff Beck, Jan Hammer, Carlos Alomar y Pete Townshend. «Just Another Night» fue el sencillo más exitoso de su carrera en solitario —llegó al número 12 del Billboard Hot 100— y del que ha acabado renegando: «Tiene ese arrastre de las técnicas de grabación que se usaban entonces. Ese gran eco de fondo... Eran los primeros tiempos de los samples y las máquinas de ritmo, que ahora se consideran tan malos» le dijo el cantante a la revista Rolling Stone.
El segundo álbum fue Primitive Cool (1987), producido por Jimmy Rip. Si bien no pudo igualar el éxito comercial de su debut, fue bien recibido por la crítica especializada. En 1988 produjo las canciones «Glamour Boys» y «Which Way to America» del álbum Vivid de la banda de funk metal Living Colour. Entre el 15 y el 28 de marzo hizo una gira de conciertos en solitario en Japón (Tokio, Nagoya y Osaka).

### Década de 1990
Tras el éxito del álbum Steel Wheels de The Rolling Stones en 1989 y el final de la publicitada disputa de Jagger y Richards, Mick intentó restablecer su carrera como solista. Contrató al reputado productor Rick Rubin en enero de 1992 para trabajar en lo que se convertiría en su tercer álbum en solitario, Wandering Spirit. Las sesiones para el álbum comenzaron el mismo mes en Los Ángeles y duraron más de siete meses, finalizando en septiembre de 1992. Durante este período, Keith Richards también se encontraba grabando su segundo álbum de estudio en solitario, Main Offender. En Wandering Spirit, Jagger mantuvo a los invitados célebres a un mínimo, teniendo a Lenny Kravitz como vocalista en su versión de «Use Me» de Bill Withers y al bajista Flea de Red Hot Chili Peppers en otras tres canciones. Para distribuir el álbum, Jagger firmó con la disquera Atlantic (que había firmado con los Stones en la década de 1970). Wandering Spirit fue su único lanzamiento en solitario con la disquera, con la excepción de The Very Best of Mick Jagger, un álbum recopilatorio publicado en 2007. Lanzado al mercado en febrero de 1993, Wandering Spirit tuvo éxito comercial, llegando a la posición 12 en el Reino Unido y a la 11 en los Estados Unidos.

### Década de 2000

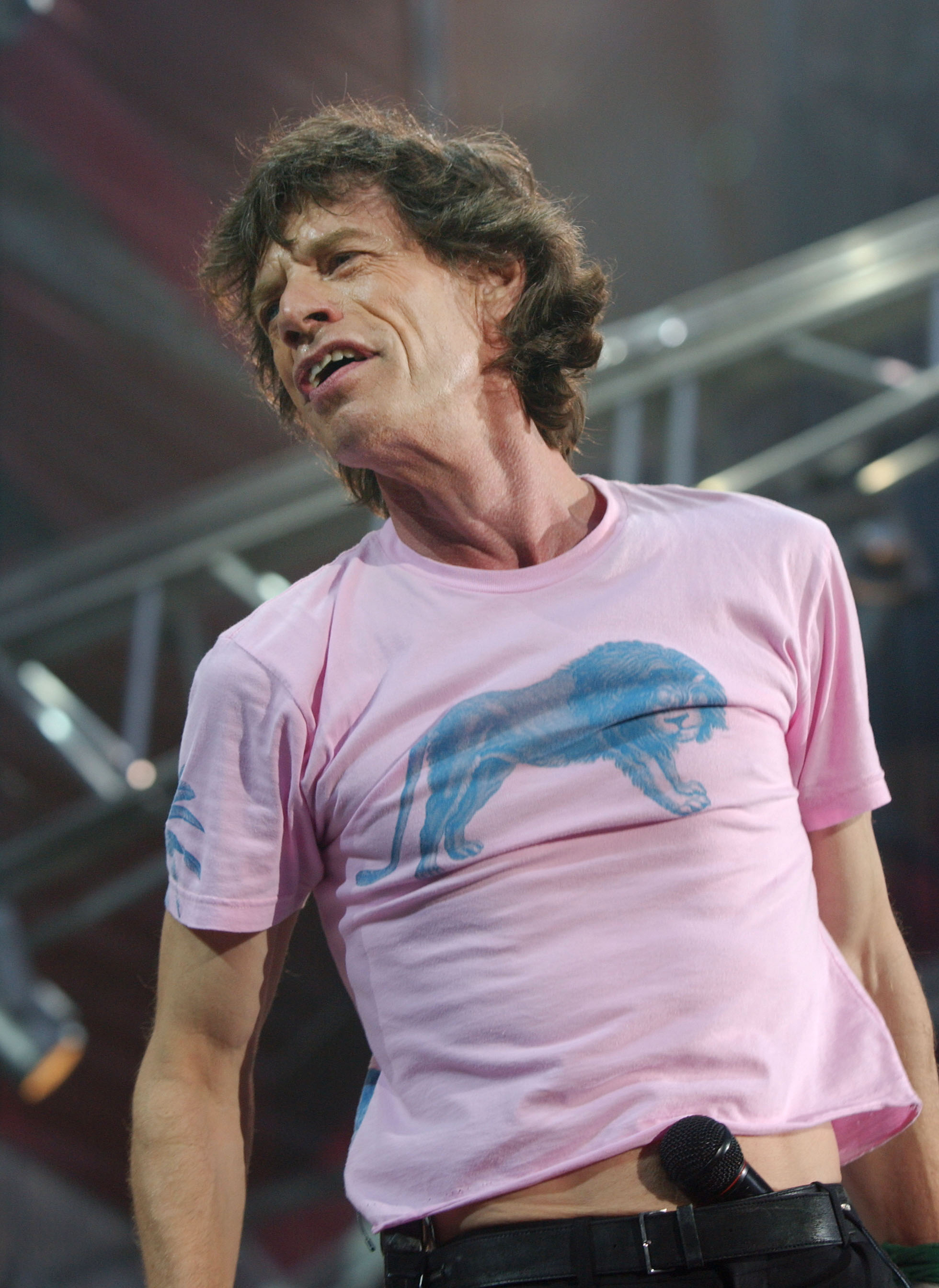
Jagger en vivo en el estadio de San Siro, Milán, Italia, en 2003.

En 2001 el músico publicó Goddess in the Doorway, cuarto álbum de estudio como solista, del que se desprendió una canción grabada a dúo con Bono, de U2. Jagger viajó a Alemania para grabar las voces del tema, titulado «Joy». Bono venía de dar un concierto en Colonia la noche anterior y prácticamente no podía cantar. La canción trata sobre la búsqueda espiritual —y el encuentro— de un estado interior de gracia. Goddess in the Doorway generó el sencillo «Visions of Paradise», que alcanzó la posición 43 en las listas. Después de los ataques del 11 de septiembre, Jagger se unió a Keith Richards en el Concierto para la ciudad de Nueva York, un evento benéfico en respuesta al incidente, para cantar «Salt of the Earth» y «Miss You».
Según la revista Fortune, de 1989 a 2001 los Stones generaron más de 1500 millones de dólares en ingresos brutos totales, cifras superiores a las de U2, Bruce Springsteen o Michael Jackson. Jagger celebró el aniversario número cuarenta de los Rolling Stones al hacer una gira de un año con la banda titulada Licks Tour, en soporte de su exitoso álbum retrospectivo Forty Licks. En 2007 la banda recaudó 437 millones de dólares en su A Bigger Bang Tour, que los llevó a la edición de 2007 de los Guinness World Records por ser la gira musical más lucrativa del año. Cuando se le preguntó ese año si la banda se retiraría después de la gira, Jagger afirmó: «estoy seguro de que los Rolling Stones romperán más récords y harán más giras. No tenemos planes de detener eso».
Dos años más tarde, en octubre de 2009, Jagger se unió a U2 en el escenario para cantar «Gimme Shelter» (con Fergie y will.i.am) y «Stuck in a Moment You Can not Get Out Of» con U2 en el aniversario número 25 del Salón de la Fama del Rock and Roll.

### Década de 2010

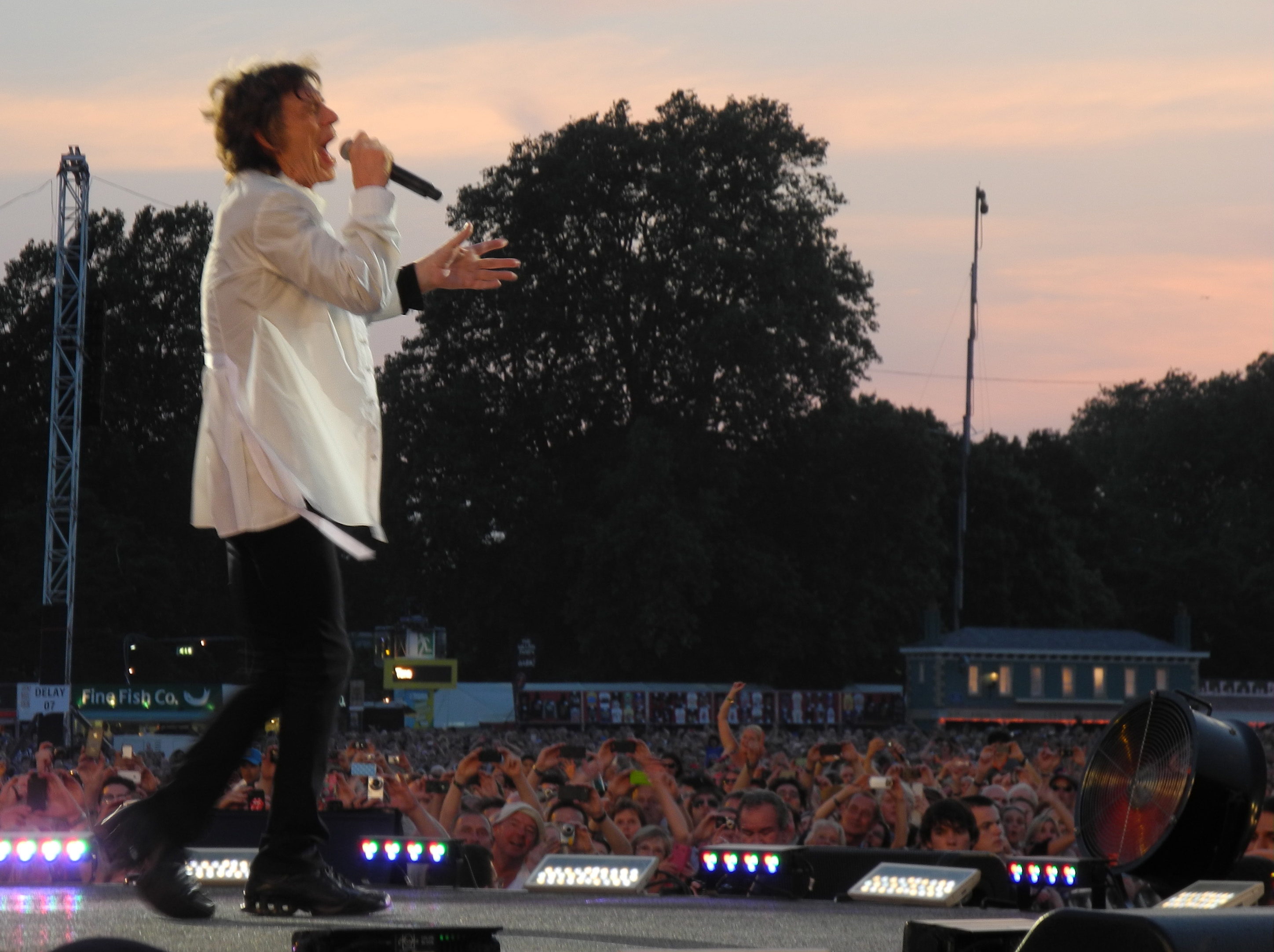
Jagger en vivo junto con The Rolling Stones en Hyde Park, Londres en julio de 2013

El 20 de mayo de 2011 Jagger anunció la formación de un nuevo supergrupo llamado SuperHeavy, conformado por Dave Stewart, Joss Stone, Damian Marley y A.R. Rahman. El grupo comenzó con una llamada telefónica que Jagger recibió de Stewart, quien tuvo la idea de crear una banda que fusionara diversos géneros musicales. Después de múltiples llamadas telefónicas y deliberaciones, fueron decididos los miembros restantes del grupo. SuperHeavy publicó un álbum homónimo y dos sencillos en 2011. Ese mismo año, Jagger apareció en el sencillo de Will.i.am «T.H.E. (The Hardest Ever)». Fue lanzado oficialmente en iTunes el 4 de febrero de 2012.
El 21 de febrero de 2012, Jagger, B.B. King, Buddy Guy y Jeff Beck, junto con un conjunto de blues, se presentaron en una serie de conciertos en la Casa Blanca ante el presidente Barack Obama. Cuando Jagger le brindó un micrófono, Obama cantó dos veces la frase «Come on, baby don't you want to go» de la canción de blues «Sweet Home Chicago», himno de la ciudad natal de Obama. Jagger fue el anfitrión del final de temporada del programa Saturday Night Live el 19 y 20 de mayo de 2012, haciendo varios sketch cómicos y tocando algunos éxitos de los Rolling Stones con Arcade Fire, Foo Fighters y Jeff Beck.
El músico se presentó en el evento 12-12-12: The Concert for Sandy Relief con los Rolling Stones el 12 de diciembre de 2012. Los Stones finalmente tocaron en el festival de Glastonbury en 2013, encabezando el concierto del sábado 29 de junio, seguido de dos conciertos en el Hyde Park de Londres, los primeros en el parque desde su famosa actuación en 1969 cuando rindieron tributo a fallecido Brian Jones.
En 2013 se asoció con su hermano Chris Jagger para realizar dos dúos incluidos en su álbum Concertina Jack. En julio de 2017, Jagger lanzó el sencillo doble A «Gotta Get a Grip»/«England Lost», como respuesta a la «ansiedad y el desconocimiento de la cambiante situación política» en el Reino Unido, en palabras del propio músico.
En marzo de 2019, un tramo del No Filter Tour de The Rolling Stones tuvo que ser pospuesto por problemas de salud del cantante. Poco tiempo después se supo que Jagger debió realizarse un delicado procedimiento de reemplazo percutáneo de la válvula aórtica. El 4 de abril se anunció que Jagger completaría su procedimiento en la ciudad de Nueva York y que dedicaría algunos meses a descansar y recuperarse de la cirugía. Tras una demora de seis semanas, la gira fue retomada con dos presentaciones en Chicago.

## Relación con Keith Richards

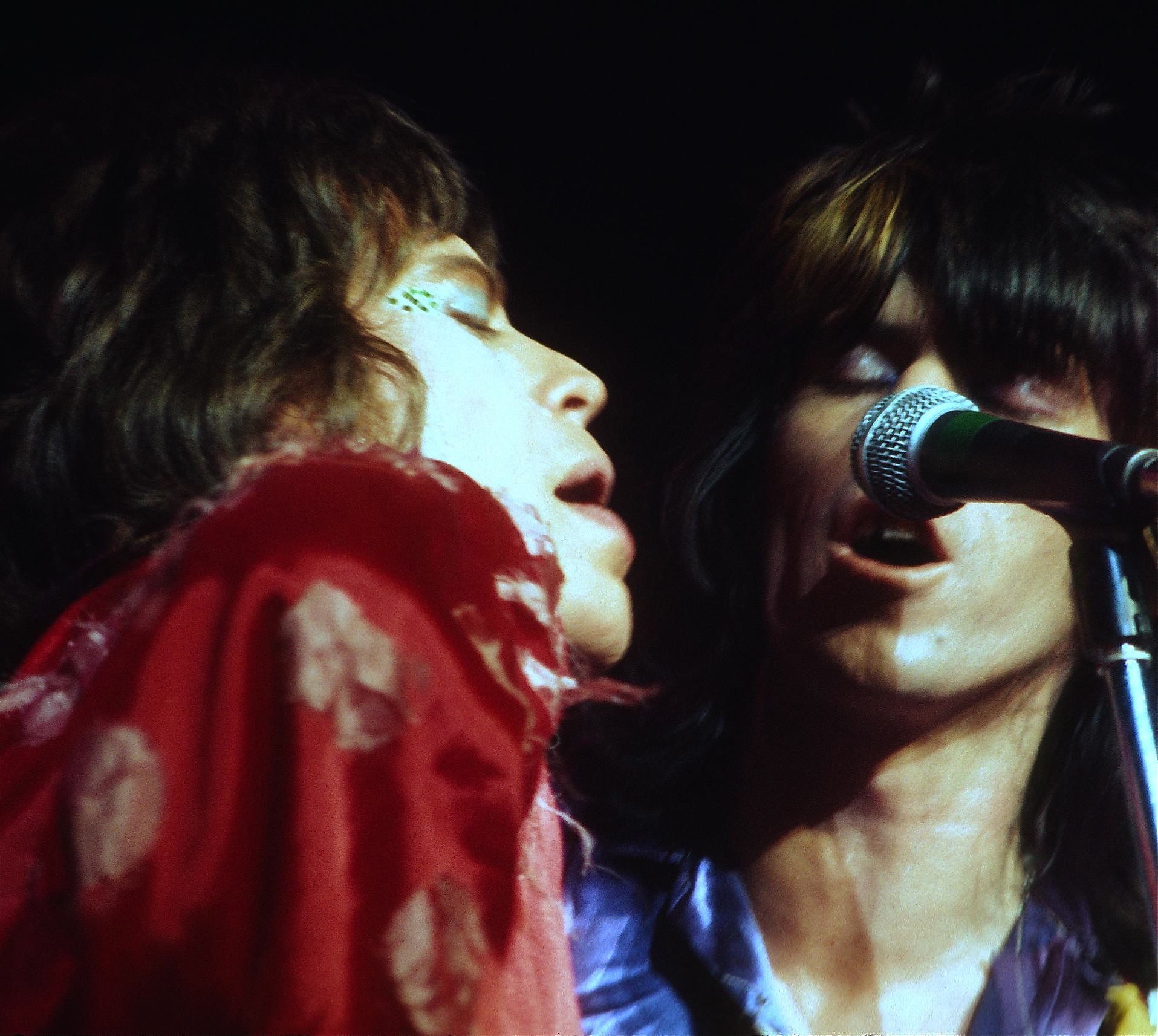
Jagger y Richards en 1972.

La relación de Mick Jagger con su compañero de banda Keith Richards es frecuentemente descrita por los medios como de «amor y odio». El propio Richards dijo en una entrevista en 1998: «Pienso en nuestras diferencias como una disputa familiar. Si le grito es porque nadie más tiene las agallas para hacerlo o, de lo contrario, se les paga para no hacerlo. Al mismo tiempo, espero que Mick se dé cuenta que soy un amigo que solo trata de ponerlo en la línea y hacer lo que debe hacerse».
El álbum de los Rolling Stones Dirty Work (n.º 4 en el Reino Unido y n.º 4 en los Estados Unidos) se publicó en marzo de 1986 y obtuvo reseñas mixtas, a pesar de contar con el éxito «Harlem Shuffle». Jagger se negó a hacer una gira para promover el álbum debido a la mala relación que tenía con el guitarrista en ese momento y en su lugar emprendió su propia gira en solitario, que incluyó canciones de los Rolling Stones. Richards se refirió a este período en sus relaciones con Jagger como «la Tercera Guerra Mundial». Como resultado de la animosidad dentro de la banda en ese momento, la agrupación estuvo a punto de separarse definitivamente. Los discos solistas de Jagger, She's the Boss (n.º 6 en el Reino Unido y n.º 13 en los Estados Unidos) (1985) y Primitive Cool (n.º 26 en el Reino Unido y n.º 41 en los Estados Unidos) (1987), tuvieron un éxito moderado y en 1988, con los Rolling Stones en cierto estado de inactividad, Richards lanzó su primer álbum en solitario, Talk Is Cheap (n.º 37 en el Reino Unido y n.º 24 en los Estados Unidos), producción que fue muy bien recibida por fanáticos y críticos, obteniendo la certificación de disco de oro en los Estados Unidos.
La autobiografía de Richards, Life, fue lanzada el 26 de octubre de 2010. Richards describió a Jagger como «insoportable» en el libro, señalando que su relación ha sido tensa «durante décadas». Para 2015 la opinión de Richards se había suavizado, afirmando lo siguiente: «Aún lo quiero muchísimo... tus amigos no tienen que ser perfectos».

## Carrera cinematográfica
Jagger también ha tenido una carrera intermitente como actor. Su primera aparición como protagonista ocurrió en la película de Donald Cammell y Nicolas Roeg Perfomance (1968). Un año después integró el reparto del cortometraje del polémico director estadounidense Kenneth Anger Invocation of My Demon Brother. En 1970 protagonizó Ned Kelly, producción basada en la vida del bushranger australiano Ned Kelly. El músico audicionó para el papel del doctor Frank N. Furter en la adaptación cinematográfica de 1975 de The Rocky Horror Show, un papel que finalmente fue interpretado por Tim Curry. El mismo año fue invitado por el director Alejandro Jodorowsky para interpretar el papel de Feyd-Rautha en la adaptación propuesta por Jodorowsky de la novela de ciencia ficción Dune de Frank Herbert, pero el proyecto nunca pudo materializarse. Jagger se interpretó a sí mismo en el falso documental All You Need Is Cash de 1978 y fue elegido para interpretar a Wilbur, un personaje principal en Fitzcarraldo de Werner Herzog a fines de la década de 1970. Sin embargo, la enfermedad del actor principal Jason Robards (más tarde reemplazado por Klaus Kinski) y un retraso en la difícil producción de la película, dio como resultado que el músico tuviera que abandonar la filmación por un compromiso de gira con los Rolling Stones.
En 1995 fundó la compañía Jagged Films con Victoria Pearman. La primera producción de Jagged Films fue el drama bélico Enigma en 2001. Ese mismo año produjo un documental titulado Being Mick. En 2008 la compañía comenzó a trabajar en The Women, una adaptación de la película de George Cukor del mismo nombre. Fue dirigida por Diane English.
Los Rolling Stones han sido el tema de numerosos documentales, incluyendo Gimme Shelter, filmado durante la gira estadounidense de la banda en 1969 y Sympathy for the Devil de 1968, dirigido por el francés Jean-Luc Godard. Martin Scorsese trabajó con Jagger en Shine a Light, un documental que presenta a los Rolling Stones en la multitudinaria gira A Bigger Bang Tour durante dos noches de presentaciones en el Teatro Beacon de Nueva York. Se proyectó en Berlín en febrero de 2008. Todd McCarthy, de la revista Variety, afirmó que la película usa una gran cobertura de la cámara y un sonido de alta calidad con eficacia «para crear un viaje musical vigorizante». Jagger fue coproductor y actor invitado en el primer episodio de la serie de televisión de comedia estadounidense The Knights of Prosperity. También coprodujo la película biográfica de James Brown de 2014 Get On Up. Junto con Martin Scorsese, Rich Cohen y Terence Winter creó y fue productor ejecutivo de la serie dramática Vinyl (2016), protagonizada por Bobby Cannavale y transmitida durante una temporada en HBO antes de su cancelación. Keith Richards y el actor Johnny Depp intentaron persuadir a Jagger de aparecer junto a ellos en Pirates of the Caribbean: On Stranger Tides (2011), pero el músico rechazó la propuesta.
En septiembre de 2018, Variety anunció que Jagger interpretaría a un poderoso coleccionista de arte inglés y mecenas en la película de suspenso de Giuseppe Capotondi The Burnt Orange Heresy, a estrenarse en 2020.

## Vida personal

### Matrimonios y relaciones
Jagger estuvo casado dos veces. Su primera esposa fue una joven nicaragüense, cuyo nombre de soltera era Bianca Pérez-Mora Macías, con la que se casó el 12 de mayo de 1971 en Saint-Tropez, Francia. El 21 de octubre de ese mismo año nació su segundo hijo Jade Sheen Jezebel Jagger —la primera es Karis Hunt Jagger, hija de la actriz Marsha Hunt— y nueve años más tarde la pareja se divorció. Bianca llegó a decir sobre esta relación que «finalizó el mismo día de su boda». El matrimonio estuvo rodeado siempre de rumores sobre adulterio por parte de él: un año antes de divorciarse inició una relación con la que sería su segunda mujer, Jerry Hall. Tras años de noviazgo, se casaron el 21 de noviembre de 1990 en Bali (Indonesia) por el rito hindú. Nueve años más tarde le fue concedida la anulación. Desde 2001 comenzó a salir con la diseñadora de moda L'Wren Scott, que el 17 de marzo de 2014 fue encontrada colgada por el cuello de una bufanda en su apartamento del barrio neoyorquino de Chelsea, la noticia fue difundida en varias partes del mundo como la muerte de la novia de Mick Jagger, aun cuando ella misma expresó en vida que no le gustaba que se le conociera como la novia de nadie. Tres meses después, Jagger empezó a salir con la bailarina de ballet Melanie Hamrick, cuarenta y tres años menor que él, que en diciembre de 2016 dio a luz un hijo. El artista se convirtió así en padre por octava vez a los setenta y tres años, teniendo un bisnieto de dos años. En julio de 2023, se anunció el compromiso entre Jagger y Hamrick.

### Familia
El padre de Jagger, Basil "Joe" Jagger, murió de neumonía el 11 de noviembre de 2006 a la edad de noventa y tres años. Aunque los Rolling Stones se encontraban en la gira A Bigger Bang, Jagger voló a Gran Bretaña para ver a su padre antes de regresar el mismo día a Las Vegas, donde actuaría esa noche, luego de enterarse de que el estado de su padre estaba mejorando. El espectáculo se desarrolló como estaba previsto, a pesar de que Jagger se enteró de la muerte de su padre esa misma tarde. Los amigos del músico aseguraron que el espectáculo fue «lo que el viejo Joe hubiera querido». Jagger veía a su padre como una gran influencia para su vida.

### Hijos
- Con Marsha Hunt
  - Karis (nacida en 1970)
- Con Bianca Jagger
  - Jade (nacida en 1971)
- Con Jerry Hall
  - Elizabeth (nacida en 1984)
  - James (nacido en 1985)
  - Georgia May (nacida en 1992)
  - Gabriel (nacido en 1997)
- Con Luciana Gimenez Morad
  - Lucas (nacido en 1999)
- Con Melanie Hamrick
  - Deveraux (nacido en 2016)

Jagger tiene ocho hijos de cinco mujeres diferentes, cinco nietos y un bisnieto nacido el 19 de mayo de 2014 cuando la hija de Jade, Assisi, dio a luz a un niño.
El 4 de noviembre de 1970 Marsha Hunt dio a luz a la primera hija de Mick, Karis Hunt Jagger. El año siguiente Bianca Jagger dio a luz a la única hija que tuvo la pareja, Jade Sheena Jezebel Jagger, el 21 de octubre de 1971.
Mick tuvo cuatro hijos con la modelo y actriz Jerry Hall. El 2 de marzo de 1984 nació Elizabeth 'Lizzie' Scarlett Jagger. James Leroy Augustin Jagger nació el 28 de agosto de 1985, seguido de Georgia May Ayeesha Jagger el 12 de enero de 1992 y de Gabriel Luke Beauregard Jagger el 9 de diciembre de 1997. Esta relación llegó a su fin cuando se descubrió que Jagger tenía una relación extramarital con la modelo brasileña Luciana Gimenez Morad, con quien el músico tuvo su séptimo hijo, Lucas Maurice Morad Jagger, nacido el 18 de mayo de 1999. Tras el fallecimiento de otra de sus parejas, L'Wren Scott, Jagger inició una relación con una joven bailarina estadounidense llamada Melanie Hamrick. Su hijo, Deveraux Octavian Basil Jagger, nació el 8 de diciembre de 2016.

## Intereses y filantropía

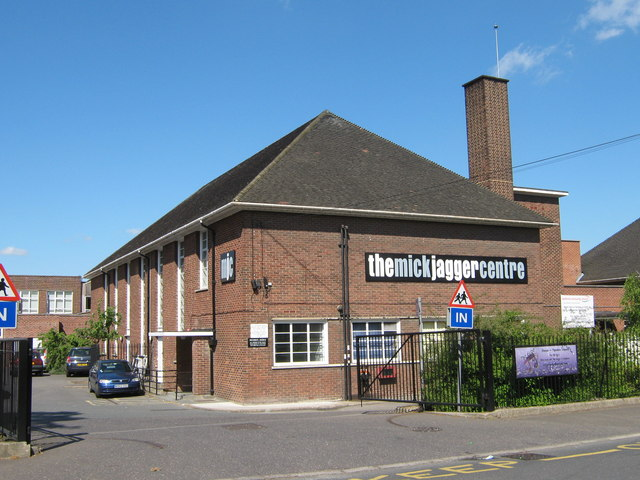
El Centro Mick Jagger en Dartford

Jagger, cuyo valor neto se ha estimado en 360 millones de dólares, es partidario de la enseñanza de la música en las escuelas y es mecenas del Centro Mick Jagger en Dartford. También patrocina la música a través de su Programa Red Rooster en las escuelas locales. El nombre Red Rooster fue tomado del título de uno de los primeros sencillos de los Rolling Stones.
Mick es un ávido fanático del cricket. Es un seguidor de la selección de fútbol de Inglaterra y ha asistido regularmente a los juegos de la Copa Mundial de la FIFA, apareciendo en Francia 98, Alemania 2006, Sudáfrica 2010, Brasil 2014 y Rusia 2018. Jagger ha declarado su apoyo al Partido Conservador Británico y expresó su admiración por Margaret Thatcher. En agosto de 2014 Jagger fue una de las 200 figuras públicas que firmaron una carta dirigida a The Guardian oponiéndose a la independencia escocesa en el período previo al referéndum de septiembre sobre ese tema. Jagger fue partidario de David Cameron y estaba ligeramente a favor del Brexit, antes de revertir su postura al respecto.
En el Festival de Cine de Venecia, el 7 de septiembre de 2019, Jagger criticó abiertamente la postura de la Administración Trump con respecto al cambio climático. Se le citó diciendo: «Estamos en una situación muy difícil en este momento, especialmente en los Estados Unidos, donde todos los controles ambientales que se implementaron, que eran casi adecuados, han sido revertidos por la administración actual tanto que están siendo eliminados».

## Honores
Jagger fue condecorado con el título de Caballero de la Orden del Imperio Británico por servicios al arte de la música popular en los honores de cumpleaños de la Reina en 2002, y el 12 de diciembre de 2003 recibió el espaldarazo de Carlos de Gales. Asistieron su padre y sus hijas, Karis y Elizabeth. Mick declaró que si bien el premio no era algo significativo para él, estaba «conmovido» por la importancia que tenía para su padre, diciendo que él «estaba muy orgulloso».
El nombramiento de Jagger generó reacciones mixtas. Algunos fanáticos se decepcionaron cuando lo aceptó, ya que parecía contradecir su postura contra el establishment. Un informe de la UPI, de diciembre de 2003, señaló que Jagger no tiene «antecedentes conocidos de obras de caridad o servicios públicos», aunque es un mecenas del Museo Británico. Jagger decía que «aparte de The Rolling Stones, la Reina es lo mejor que tiene Gran Bretaña tiene», pero estuvo ausente del concierto realizado en el Palacio de Buckingham por el Jubileo de Oro de la Reina, en el que cumplió cincuenta años en el trono británico.
Charlie Watts fue citado en el libro According to the Rolling Stones diciendo: «Cualquier otra persona sería linchada: 18 esposas y 20 niños y él es un caballero, ¡fantástico!»
También causó cierta fricción con Keith Richards, quien se irritó cuando Jagger aceptó el «miserable honor». Richards dijo «No quiero salir al escenario con alguien que lleva una corona y una capa de armiño. De eso no se tratan los Stones, ¿verdad?» Jagger replicó: «Creo que probablemente le gustaría conseguir el mismo honor. Es como recibir un helado: uno obtiene uno y todos quieren uno».
En 2014, un fósil encontrado en Egipto que posee unos diecinueve millones de años fue nombrado «Jaggermeryx naida» en honor a Mick Jagger por sus grandes labios.

## En la cultura popular

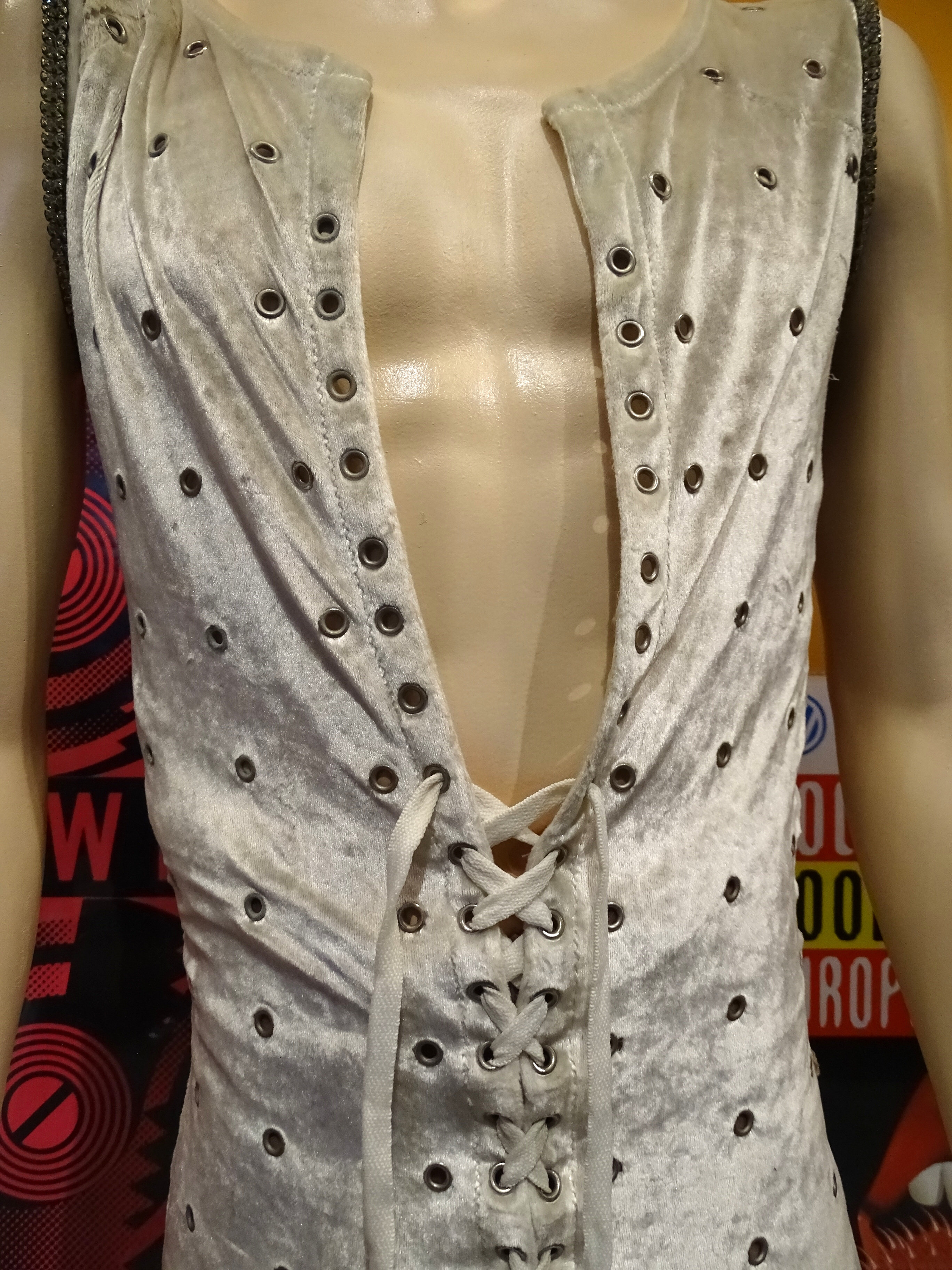
Vestuario usado por Jagger en una gira con los Rolling Stones en 1972

Desde el momento en que los Rolling Stones desarrollaron su imagen rebelde a mediados de la década de 1960, Jagger ha sido un ícono perdurable de la contracultura. Esto se vio reforzado por sus arrestos relacionados con las drogas, sus provocativos movimientos en el escenario, las polémicas letras de sus canciones y su controvertido papel en la película Performance. Uno de sus biógrafos, Christopher Andersen, lo describe como «una de las figuras culturales dominantes de nuestro tiempo» y agregó que Jagger es «la historia de toda una generación».
Mick, que entonces se describió a sí mismo como anarquista y se adhirió a las consignas izquierdistas de la época, participó en una manifestación contra la guerra de Vietnam frente a la Embajada de Estados Unidos en Londres en 1968. Este evento lo inspiró a escribir la canción «Street Fighting Man» ese mismo año. Una variedad de celebridades asistió a una lujosa fiesta en el Hotel St. Regis de Nueva York para celebrar el cumpleaños número 29 de Jagger y el final de la gira estadounidense de la banda en 1972. Detalles de la fiesta aparecieron en las portadas de los principales periódicos de Nueva York.

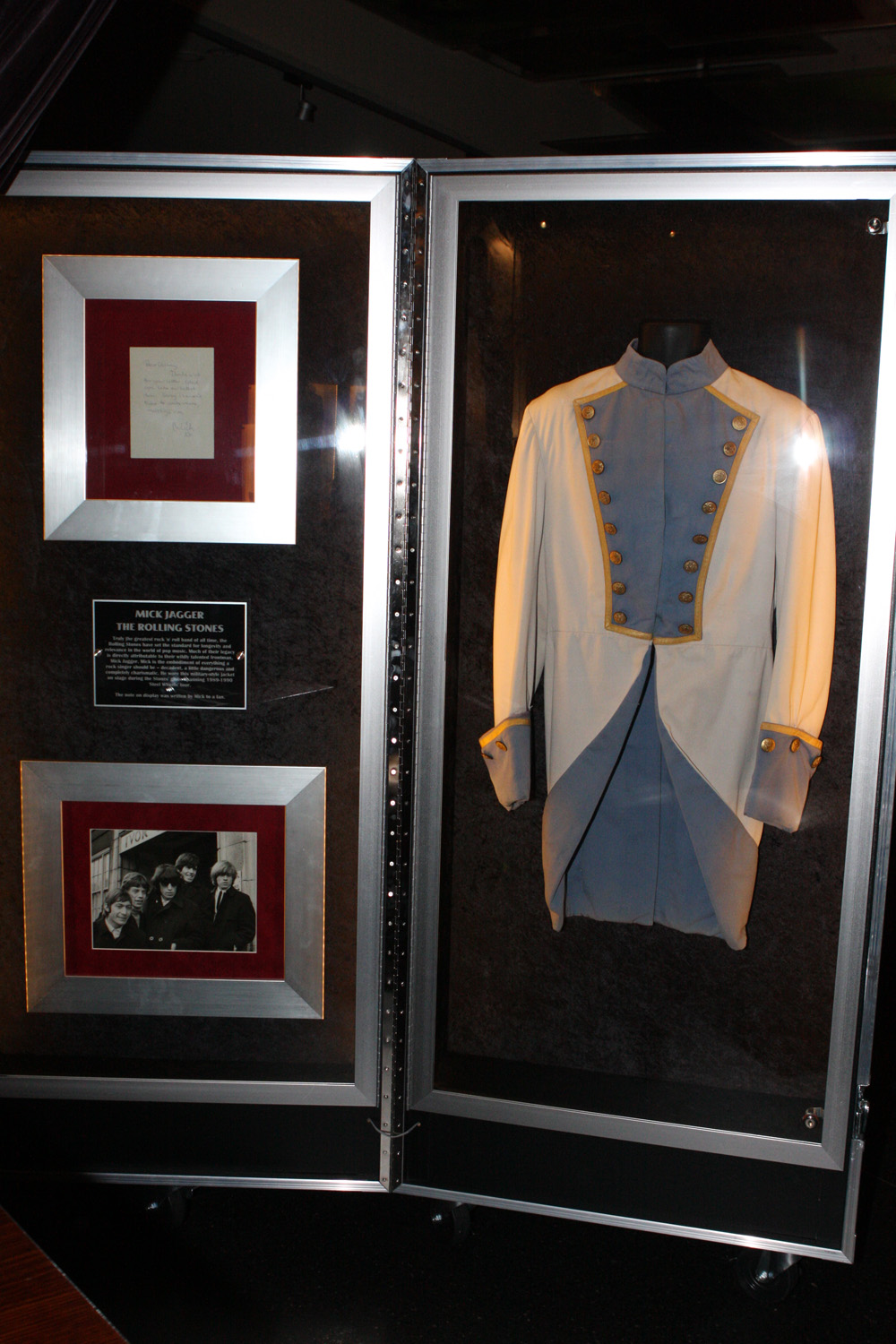
Vestimenta usada por Jagger en una gira con los Stones entre 1989 y 1990 exhibida en el Hard Rock Cafe en Sídney, Australia.

El artista Andy Warhol pintó una serie de retratos serigráficos de Jagger en 1975, uno de los cuales fue comprado por Farah Diba, esposa del Sha de Irán. La pintura fue colgada en una pared dentro del palacio real en Teherán. En 1967, Cecil Beaton fotografió el trasero desnudo de Jagger, una foto que se vendió en la casa de subastas Sotheby's en 1986 por 4000 dólares.
En 2010 se presentó una exposición retrospectiva de retratos de Mick Jagger en el festival Rencontres d'Arles en Francia. El catálogo de la exposición es el primer álbum de fotos de Jagger y muestra su evolución durante más de cincuenta años.
La canción de la banda de pop estadounidense Maroon 5 «Moves like Jagger» es un tributo a los inusuales movimientos de Jagger en el escenario. El mismo músico se refirió a la canción en una entrevista, calificando el concepto de «halagador». Su nombre también se menciona en la canción de Kesha «Tik Tok» y en el éxito de Black Eyed Peas «The Time (Dirty Bit)».
En 1998 el programa de animación de MTV Celebrity Deathmatch enfrentó a muerte a Mick Jagger con el cantante de Aerosmith, Steven Tyler. Jagger ganó la pelea usando su lengua para apuñalar a Tyler en el pecho. En la película del año 2000 Almost Famous, ambientada en 1973, se hace la siguiente referencia a Jagger: «Si piensas que Mick Jagger todavía estará tratando de ser una estrella de rock a los cincuenta años... estás tristemente equivocado».
En 2012 fue uno de los iconos culturales británicos seleccionados por el artista Peter Blake para aparecer en una nueva versión de su obra de arte más famosa, la portada del álbum Sgt. Pepper's Lonely Hearts Club Band de los Beatles, con el fin de homenajear a las figuras culturales británicas más admiradas por el artista.

## Legado

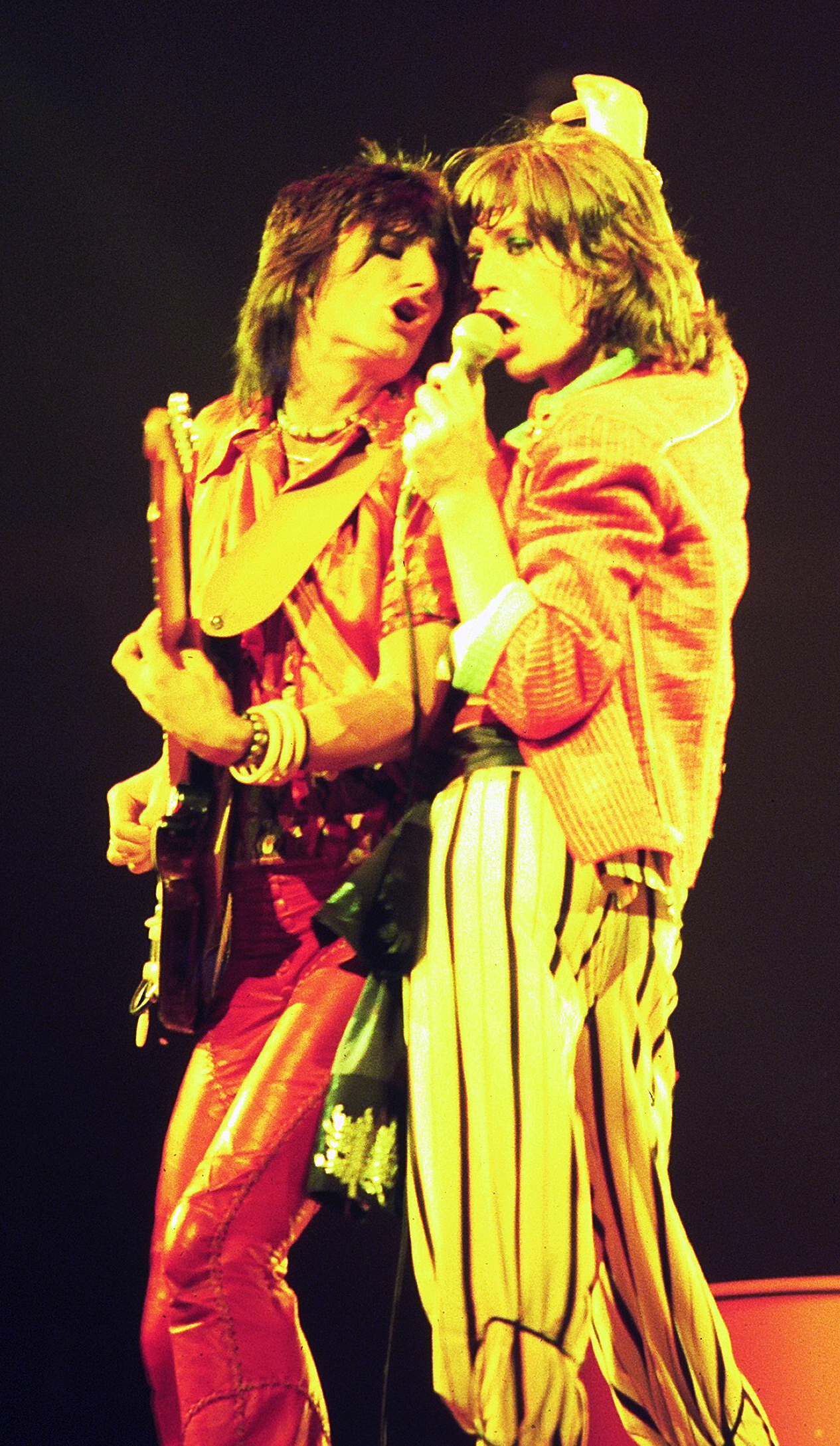
Mick Jagger y Ronnie Wood en vivo con los Rolling Stones en 1975

En palabras del dramaturgo y novelista británico Philip Norman, «el único punto relacionado con la influencia de Mick Jagger sobre los jóvenes en el que los médicos y psicólogos concordaron fue que, bajo ninguna circunstancia era inofensivo». Según Norman, incluso Elvis Presley en su forma más escandalosa no ejercía un «poder tan inquietantemente físico». También afirmó: «aunque Presley hacía gritar a las chicas, no tenía la habilidad de Jagger de hacer que los hombres se sintieran incómodos». Norman también comparó a Jagger en sus primeras actuaciones con los Rolling Stones en la década de 1960 con un bailarín de ballet masculino.
Su estilo en el escenario ha sido estudiado por académicos que analizaron el género, la imagen y la sexualidad implícitas en el mismo. Por ejemplo, Sheila Whiteley señaló que el estilo de Jagger «sentó las bases para la autoinvención y la plasticidad sexual que ahora son una parte integral de la cultura juvenil contemporánea». Su voz ha sido descrita como una poderosa herramienta expresiva para comunicar sentimientos a su audiencia y expresar una visión alternativa de la sociedad.
Mick Jagger ha sido descrito como «uno de los líderes más populares e influyentes en la historia del rock & roll» por AllMusic y MSN. Billboard comparte un sentimiento similar llamándolo «el frontman del rock and roll». El músico David Bowie se unió a muchas bandas de rock con orientaciones de blues, folk y soul en sus primeros intentos como músico a mediados de la década de 1960, recordando: «Solía soñar con ser su Mick Jagger». Bowie también afirmó: «creo que Mick Jagger estaría asombrado si se diera cuenta de que para muchas personas no es un símbolo sexual, sino una imagen maternal». Mick fue incluido en la lista de los 100 mejores cantantes de la revista Rolling Stone en el número dieciséis; en el artículo, Lenny Kravitz escribió: «A veces hablo con personas que cantan perfectamente en un sentido técnico, pero no entienden a Mick Jagger. Su sentido del tono y la melodía es realmente sofisticado. Su voz es impresionante, impecable en su propio tipo de perfección». Esta edición también cita a Mick Jagger como una influencia clave en los músicos Jack White, Steven Tyler e Iggy Pop.
En la actualidad, su legado cultural también se asocia con su envejecimiento y su continua vitalidad . El líder de Bon Jovi, Jon Bon Jovi, dijo: «Continuamos haciendo récords, números uno y llenando estadios. ¿Pero seguiremos haciendo 150 shows por gira? Simplemente no me lo imagino. No sé cómo demonios hace Mick Jagger a los 67 años. Esa sería la primera pregunta que le haría. Corre por el escenario tanto como yo, pero tiene casi años 20 años más».
Desde muy joven Jagger ha encarnado lo que algunos autores describen como un «arquetipo dionisíaco» de «juventud eterna» personificada por muchas estrellas de rock y la cultura del rock.
Jagger ha mencionado en reiteradas ocasiones que no escribirá una autobiografía. Sin embargo, según el periodista John Blake, coautor del libro Up and Down with the Rolling Stones, a principios de la década de 1980, después de una gran cantidad de libros no autorizados sobre él, Lord Weidenfeld persuadió a Jagger de que preparara el suyo, por un 1 millón de libras de anticipo. El manuscrito resultante de 75 000 palabras ahora está en manos de Blake, quien, dice, estuvo brevemente en camino de publicarlo, hasta que Jagger retiró el apoyo.

## Discografía

### Solista
| Año  | Detalles                                                                              | Reino Unido     | Australia       | EE. UU.         | Certificación                         |
| ---- | ------------------------------------------------------------------------------------- | --------------- | --------------- | --------------- | ------------------------------------- |
| 1985 | She's The Boss - Publicación: 21 de febrero de 1985 - Sello: CBS Records              | 6 (11 semanas)  | 6 (22 semanas)  | 13 (29 semanas) | 250 000 100 000 1 000 000 60 000      |
| 1987 | Primitive Cool - Publicación: 14 de septiembre de 1987 - Sello: CBS Records           | 26 (5 semanas)  | 25 (33 semanas) | 41 (20 semanas) | 50 000                                |
| 1993 | Wandering Spirit - Publicación: 9 de febrero de 1993 - Sello: Atlantic Records        | 12 (7 semanas)  | 12 (17 semanas) | 11 (16 semanas) | 250 000 60 000 50 000 500 000 100 000 |
| 2001 | Goddess in the Doorway - Publicación: 19 de noviembre de 2001 - Sello: Virgin Records | 44 (10 semanas) | 65 (2 semanas)  | 39 (8 semanas)  | 250 000 60 000                        |

### Recopilaciones
| Año  | Detalles                                                                                         | Reino Unido    | EE. UU.        |
| ---- | ------------------------------------------------------------------------------------------------ | -------------- | -------------- |
| 2007 | The Very Best of Mick Jagger - Publicación: 1 de octubre de 2007 - Sello: Atlantic/Rhino Records | 57 (2 semanas) | 77 (2 semanas) |

### Colaboraciones
| Año  | Detalles | Reino Unido    | EE. UU.         |
| ---- | --- | -------------- | --------------- |
| 1972 | Jamming With Edward! (con Ry Cooder, Nicky Hopkins, Charlie Watts y Bill Wyman) - Publicación: 7 de enero de 1972 - Sello: Rolling Stones Records |                | 33 (12 semanas) |
| 2004 | Alfie (banda sonora, con Dave Stewart) - Publicación: 18 de octubre de 2004 - Sello: Virgin Records                                               |                | 171 (2 semanas) |
| 2011 | SuperHeavy (de SuperHeavy) - Publicación: 19 de septiembre de 2011 - Sello: A&M Records                                                           | 13 (5 semanas) | 26 (5 semanas)  |

### Sencillos
| Año                                     | Sencillo                                                    | Posición en las listas | Posición en las listas | Posición en las listas | Posición en las listas | Posición en las listas | Posición en las listas | Posición en las listas | Posición en las listas | Certificaciones | Álbum                             |
| Año                                     | Sencillo                                                    | AUS                    | ALE                    | IRL                    | Reino Unido            | EE. UU.                | EE. UU. Main           | EE. UU. Dance          | EE. UU. Sales          | Certificaciones | Álbum                             |
| --------------------------------------- | ----------------------------------------------------------- | ---------------------- | ---------------------- | ---------------------- | ---------------------- | ---------------------- | ---------------------- | ---------------------- | ---------------------- | --------------- | --------------------------------- |
| 1970                                    | «Memo from Turner»                                          | —                      | 23                     | —                      | 32                     | —                      | —                      | —                      | —                      |                 | Performance (banda sonora)        |
| 1978                                    | «Don't Look Back» (con Peter Tosh)                          | 20                     | —                      | —                      | 43                     | 81                     | —                      | —                      | —                      |                 | Bush Doctor (álbum de Peter Tosh) |
| 1984                                    | «State of Shock» (con The Jacksons)                         | 10                     | 23                     | 8                      | 14                     | 3                      | 3                      | —                      | —                      |                 | Victory (álbum de The Jacksons)   |
| 1985                                    | «Just Another Night»                                        | 13                     | 16                     | 21                     | 32                     | 12                     | 1                      | 11                     | —                      |                 | She's the Boss                    |
| 1985                                    | «Lonely at the Top»                                         | —                      | —                      | —                      | —                      | —                      | 9                      | —                      | —                      |                 | She's the Boss                    |
| 1985                                    | «Lucky in Love»                                             | 77                     | 44                     | —                      | 91                     | 38                     | 5                      | 11                     | —                      |                 | She's the Boss                    |
| 1985                                    | «Hard Woman»                                                | —                      | 57                     | —                      | —                      | —                      | —                      | —                      | —                      |                 | She's the Boss                    |
| 1985                                    | «Dancing in the Street» (con David Bowie)                   | 1                      | 6                      | 1                      | 1                      | 7                      | 3                      | 4                      | —                      |                 |                                   |
| 1986                                    | «Ruthless People» (Lado B «I'm Ringing»)                    | —                      | —                      | —                      | —                      | 51                     | 14                     | 29                     | —                      |                 | Ruthless People (banda sonora)    |
| 1987                                    | «Let's Work» (Lado B «Catch as Catch Can»)                  | 24                     | 29                     | 24                     | 31                     | 39                     | 7                      | 32                     | —                      |                 | Primitive Cool                    |
| 1987                                    | «Throwaway»                                                 | —                      | —                      | —                      | —                      | 67                     | 7                      | —                      | —                      |                 | Primitive Cool                    |
| 1987                                    | «Say You Will»                                              | 21                     | —                      | —                      | —                      | —                      | 39                     | —                      | —                      |                 | Primitive Cool                    |
| 1988                                    | «Primitive Cool»                                            | 98                     | —                      | —                      | —                      | —                      | —                      | —                      | —                      |                 | Primitive Cool                    |
| 1993                                    | «Sweet Thing»                                               | 18                     | 23                     | —                      | 24                     | 84                     | 34                     | —                      | —                      |                 | Wandering Spirit                  |
| 1993                                    | «Wired All Night»                                           | —                      | —                      | —                      | —                      | —                      | 3                      | —                      | —                      |                 | Wandering Spirit                  |
| 1993                                    | «Don't Tear Me Up»                                          | —                      | 77                     | —                      | 86                     | —                      | 1                      | —                      | —                      |                 | Wandering Spirit                  |
| 1993                                    | «Out of Focus»                                              | —                      | 70                     | —                      | —                      | —                      | —                      | —                      | —                      |                 | Wandering Spirit                  |
| 2001                                    | «God Gave Me Everything» (Lado B «Blue»)                    | —                      | 60                     | —                      | —                      | —                      | 24                     | —                      | —                      |                 | Goddess in the Doorway            |
| 2002                                    | «Visions of Paradise»                                       | —                      | 77                     | —                      | 43                     | —                      | —                      | —                      | —                      |                 | Goddess in the Doorway            |
| 2004                                    | «Old Habits Die Hard» (con Dave Stewart)                    | —                      | 62                     | —                      | 45                     | —                      | —                      | —                      | —                      |                 | Alfie (banda sonora)              |
| 2008                                    | «Charmed Life»                                              | —                      | —                      | —                      | —                      | —                      | —                      | 18                     | —                      |                 | The Very Best of Mick Jagger      |
| 2011                                    | «Miracle Worker» (con SuperHeavy)                           | —                      | —                      | —                      | 136                    | —                      | —                      | —                      | —                      |                 | SuperHeavy (álbum de SuperHeavy)  |
| 2011                                    | «T.H.E (The Hardest Ever)» (con will.i.am y Jennifer López) | 57                     | —                      | 13                     | 3                      | 36                     | —                      | —                      | —                      |                 |                                   |
| 2017                                    | «Gotta Get a Grip» / «England Lost»                         | —                      | 109                    | —                      | —                      | —                      | —                      | —                      | 2                      |                 |                                   |
| "—" denota que no ingresó en las listas |                                                             |                        |                        |                        |                        |                        |                        |                        |                        |                 |                                   |

## Filmografía
| Año  | Título                                   |
| ---- | ---------------------------------------- |
| 1966 | Charlie Is My Darling                    |
| 1968 | Sympathy for the Devil                   |
| 1969 | Invocation of My Demon Brother           |
| 1970 | Gimme Shelter                            |
| 1970 | Ned Kelly                                |
| 1970 | Performance                              |
| 1972 | Umano non-umano                          |
| 1978 | All You Need Is Cash                     |
| 1982 | Burden of Dreams                         |
| 1982 | Let's Spend the Night Together           |
| 1987 | Running Out of Luck                      |
| 1991 | Stones at the Max                        |
| 1992 | Freejack                                 |
| 1997 | Bent                                     |
| 1999 | My Best Friend                           |
| 2001 | The Man from Elysian Fields              |
| 2001 | Being Mick                               |
| 2003 | Mayor of the Sunset Strip                |
| 2008 | Shine a Light                            |
| 2008 | The Bank Job                             |
| 2010 | Stones in Exile                          |
| 2010 | Ladies and Gentlemen: The Rolling Stones |
| 2011 | Some Girls: Live in Texas '78            |

Jagger fue invitado a actuar en la película de 1982 Fitzcarraldo y algunas escenas fueron grabadas con él, pero por compromisos con los Rolling Stones tuvo que abandonar la filmación y su personaje fue eliminado de la cinta.

### Como productor
- Running Out of Luck (1987)
- Enigma (2001)
- Being Mick (2001)
- The Women (2008)
- Get on Up (2014)
- Mr. Dynamite: The Rise of James Brown (2014)
- Vinyl (2016)